# Недільчинське водосховище
Недільчинське водосховище — водосховище, що розташоване на річці Недільчина (басейн Західного Бугу) у селі Зашків Жовківського району Львівської області. Площа озера — 0,44 км², повна ємність — 1,013 млн м³, корисна ємність — 0,9 млн м³. Водосховище з трьох сторін оконтурене земляною дамбою. Використовується для організації любительського та спортивного рибальства.